# 野村芳夫
野村 芳夫（のむら よしお、1948年3月5日 - ）は、日本の編集者、翻訳家。本名、竹上昭。
日本推理作家協会会員。

## 略歴
1970年、日本大学文理学部英文科卒業。在学中に荒俣宏と同人誌「リトル・ウィアード」を創刊。
早川書房に勤務し、1975年に退社して小説家半村良のアシスタントを務める。のち、翻訳家となる。

## 翻訳
- 『633爆撃中隊』（フレデリック・E・スミス、徳間書店、徳間文庫） 1986
- 『蜂工場』（イアン・バンクス、集英社、集英社文庫） 1988
- 『ライトニング』（ディーン・R・クーンツ、文藝春秋、文春文庫） 1989
- 『ミッドナイト』（ディーン・R・クーンツ、文藝春秋、文春文庫） 1991
- 『ミネルヴァのふくろうは日暮れて飛び立つ』（ジョナサン・ラブ、文藝春秋、文春文庫） 1999
- 『死のドライブ』（ピーター・ヘイニング編、文藝春秋、文春文庫） 2001
- 『神の火を盗んで』（ピーター・ミラー、徳間書店、徳間文庫） 2001
- 『妖香』（ジョン・ソール、ソニー・マガジンズ、ヴィレッジブックス） 2002
- 『不死の怪物』（ジェシー・ダグラス・ケルーシュ、文藝春秋、文春文庫） 2002
- 『贈る物語 terror』（宮部みゆき編、共訳、光文社） 2002、のち文庫
- 『D - TOX』（ハワード・スウィンドル、徳間書店、徳間文庫） 2002
- 『ニッポン太平洋帝国』（G・ミキ・ヘイデン、扶桑社） 2003
- 『蛇神降臨記』（スティーヴ・オルテン、文藝春秋、文春文庫） 2003
- 『ミッドナイト・ボイス』（ジョン・ソール、ソニー・マガジンズ、ヴィレッジブックス） 2004
- 『ルネサンスへ飛んだ男』（マンリー・ウェイド・ウェルマン、扶桑社、扶桑社ミステリー） 2005
- 『邪神創世記』上・下（スティーヴ・オルテン、文藝春秋、文春文庫） 2006
- 『エデンの黒い牙』（ジャック・ウィリアムスン、東京創元社、創元推理文庫） 2007

### チョンクオ風雲録
- 『竜の帝国 チョンクオ風雲録 その1』（デイヴィッド・ウィングローヴ、文藝春秋、文春文庫） 1991
- 『氷と炎 チョンクオ風雲録 その2』（デイヴィッド・ウィングローヴ、文藝春秋、文春文庫） 1992
- 『戦争の技術 チョンクオ風雲録 その3』（デイヴィッド・ウィングローヴ、文藝春秋、文春文庫） 1993
- 『一寸の灰 チョンクオ風雲録 その4』（デイヴィッド・ウィングローヴ、文藝春秋、文春文庫） 1993
- 『壊れた車輪 チョンクオ風雲録 その5』（デイヴィッド・ウィングローヴ、文藝春秋、文春文庫） 1994
- 『白い山 チョンクオ風雲録 その6』（デイヴィッド・ウィングローヴ、文藝春秋、文春文庫） 1994
- 『深海の怪物 チョンクオ風雲録 その7』（デイヴィッド・ウィングローブ、文藝春秋、文春文庫） 1995
- 『内部の石 チョンクオ風雲録 その8』（デイヴィッド・ウィングローヴ、文藝春秋、文春文庫） 1995
- 『火の車の上で チョンクオ風雲録 その9』（デイヴィッド・ウィングローヴ、文藝春秋、文春文庫） 1995
- 『神樹の下で チョンクオ風雲録 その10』（デイヴィッド・ウィングローヴ、文藝春秋、文春文庫） 1996
- 『金銅仙人の歌 チョンクオ風雲録 その11』（デイヴィッド・ウィングローヴ、文藝春秋、文春文庫） 1996
- 『白い月、赤い竜 チョンクオ風雲録 その12』（デイヴィッド・ウィングローヴ、文藝春秋、文春文庫） 1997
- 『ライン河畔のチャイナ チョンクオ風雲録 その13』（デイヴィッド・ウィングローヴ、文藝春秋、文春文庫） 1997
- 『苦力の時代 チョンクオ風雲録 その14』（デイヴィッド・ウィングローヴ、文藝春秋、文春文庫） 1998
- 『血と鉄 チョンクオ風雲録 その15』（デイヴィッド・ウィングローヴ、文藝春秋、文春文庫） 1998
- 『生ける闇の結婚 チョンクオ風雲録 その16』（デイヴィッド・ウィンローヴ、文藝春秋、文春文庫） 1999

### 怪奇文学大山脈
- 『怪奇文学大山脈 = Das größte Gebirge der Gespenstergeschichten : 西洋近代名作選 1（19世紀再興篇）』（荒俣宏編纂、共訳、東京創元社） 2014
- 『怪奇文学大山脈 = The Great Mountains of Ghost Stories : 西洋近代名作選 2（20世紀革新篇）』（荒俣宏編纂、共訳、東京創元社） 2014
- 『怪奇文学大山脈 = La Grande chaîne de montagnes de la littérature d'horreur : 西洋近代名作選 3（諸雑誌氾濫篇）』（荒俣宏編纂、共訳、東京創元社） 2014